# 瓦科涅-讷伊
瓦科涅-讷伊（法語：Vacognes-Neuilly，法語發音：[vakɔɲ nøji] ⓘ）是法国卡尔瓦多斯省的一个市镇，属于卡昂区。该市镇于1972年由原市镇瓦科涅（Vacognes）和讷伊勒马莱尔布（Neuilly-le-Malherbe）合并而成。

## 地理
瓦科涅-讷伊（49°4'29"N, 0°31'30"W）面积7.9 平方千米，位于法国诺曼底大区卡爾瓦多斯省，该省份为法国西北部沿海省份，北濒大西洋英吉利海峡，东北与滨海塞纳省以海上边界相接，东临厄尔省，南至奧恩省，西与芒什省接壤。
与瓦科涅-讷伊接壤的市镇（或旧市镇、城区）包括：布日、埃夫勒西、阿容河畔朗德、阿容河畔迈松塞勒、圣奥诺里讷迪费、阿容河畔马莱尔布、瓦勒达里。

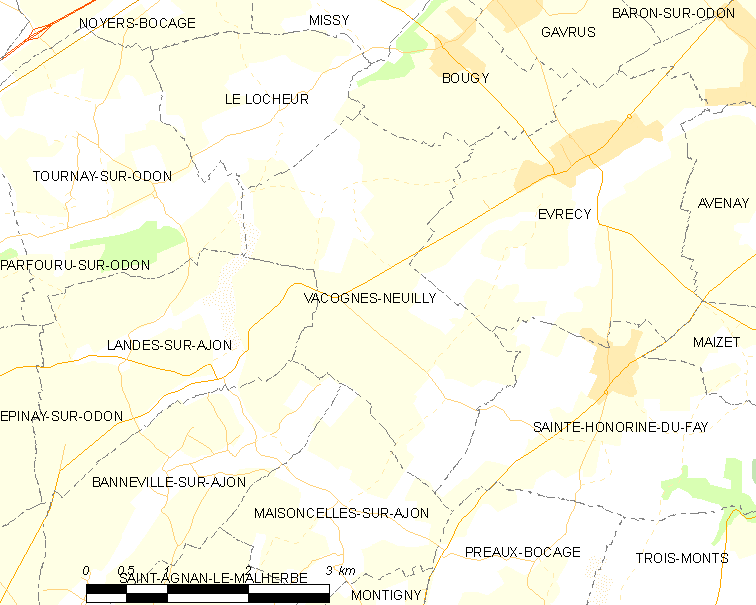
瓦科涅-讷伊的OSM定位图

瓦科涅-讷伊的时区为UTC+01:00、UTC+02:00（夏令时）。

## 行政
瓦科涅-讷伊的邮政编码为14210，INSEE市镇编码为14721。

## 政治
瓦科涅-讷伊所属的省级选区为埃夫勒西县。

## 人口

1962-2008年间瓦科涅-讷伊人口变化图示

瓦科涅-讷伊于2022年1月1日时的人口数量为680人。